# أكاديمية كاليفورنيا للعلوم
أكاديمية العلوم في كاليفورنيا هي متحف تاريخي طبيعي في سان فرانسيسكو، كاليفورنيا، من بين أكبر متاحف التاريخ الطبيعي في العالم، يسكنه ما يزيد على 26 مليون من العينات. في عام 1853 أصبحت الأكاديمية كمجتمع مستفادة ولا يزال يضطلع بقدر كبير من البحوث الأصلية، مع المعارض والتعليم أصبحت مساعي كبيرة للمتحف خلال القرن العشرين.
في عام 2008 تم بناؤها بالكامل، البناء يغطي 400,000 قدم مربع (37,000 متر مربع) وهي من بين أحدث متاحف التاريخ الطبيعي في الولايات المتحدة. هو المبنى الرئيسي في «حديقة جولدن جيت» أعيد فتحه في 27 سبتمبر 2008.

## الحكم
يتولى إدارة أكاديمية كاليفورنيا للعلوم، أقدم متحف تشغيل في كاليفورنيا ومؤسسة بحثية للعلوم الطبيعية، أحد أعضاء مجلس الأمناء الذين يرشحهم ويختارهم زملاء الأكاديمية. أما زملاء الأكاديمية، فإنهم بدورهم «لا يحذفهم زملاؤهم ويعينهم مجلس الأمناء... ويظل الزملاء أعضاء في الزمالة مدى الحياة». ثم يكون مجلس الأمناء مسؤولا عن ذلك لتعيين الإدارة التنفيذية للأكاديمية، الذين يتحملون بدورهم مسؤولية الإشراف على العملية الكلية للأكاديمية وتعيين مدراءها وموظفيها الآخرين.
عمليات المتحف والحوض المائي
متحف عمليات الأكاديمية في الخارج، وتتم إدارتها «الوجه العلني» من أكاديمية العلوم والجوانب التعليمية للمعارض وبرامج التوعية العامة في شعبة تسمى «المشاركة والتعليم العام». الكامنة وراء هذه العمليات هو المئات من الموظفين الذين يقومون بتشغيل المهام اليومية التي بدونها لا يمكن أن تقدم الأكاديمية برامجها. فرع العمليات الأكاديمية تنقسم إلى ثلاثة أقسام: بناء العمليات، وعمليات الضيافة، والخدمات.
معهد علوم التنوع البيولوجي والاستدامة (IBSS)
بالإضافة إلى وظيفتها ذات الشهرة العالمية كمصدر لتعليم العلوم العامة من خلال متحف لها، تعمل «أكاديمية العلوم في كاليفورنيا» أيضا المعهد المرموق لعلوم التنوع البيولوجي والاستدامة (IBSS)، المساهمة ببعض البحوث الأكثر أهمية في العالم في ميادين الدراسات التصنيف، والسلالات، والتنوع البيولوجي. على الرغم من أن جانبا من جوانب IBSS متاحة للعرض حسب رعاة متحف العلوم «مشروع مختبر» المعرض، معظم البحوث يحدث في المختبرات ومرافق «خلف الكواليس» ولا يمكن ملاحظتها بالجمهور. وفي الواقع، دون علم معظم الرعاة، الأبحاث والمرافق الإدارية تشغل ما يقرب 50% من الهيكل المادي للأكاديمية.

## التعليم العام
قبل أن يجري الاستبدال، اجتذب بناء الأكاديمية القديمة ما يقرب من نصف مليون زائر كل عام. وكما كان عليه الحال منذ البداية، هو التوجه الرئيسي لمعروضات التاريخ الطبيعي. الأماكن الرئيسية للمتحف وتشمل ما يلي:
- كيمبال متحف التاريخ الطبيعي-عموما يشمل متحف كامل خارج القبة السماوية، والغابات المطيرة، والحوض، وتضم قاعة أفريقيا (معرض الأكاديمية لتشغيل أقدم)، الجناح الشرقي (الذي يشمل البندول فولكو، أيضا إقامة معرض مرحل من تجديد الأكاديمية القديمة وما قبل-2008)، والجناح الغربي (الذي يضم حاليا العديد من المعارض الجيوفيزيائية)، علم «مختبر المشروع» الذي يضم العلماء الحقيقية، ويعيش العامل المعني الحقيقي، تعيش المشاريع البحثية والتي يمكن الاطلاع على القيام بعملها من خارج المعمل بالزوار العامة، فضلا عن عدة معارض أصغر وزعت فيما تبقى من مبنى الأكاديمية.
- القبة السماوية موريسون-يضم القبة السماوية الرقمية بالكامل وهي أكبر قبة في العالم بلغت قوتها في 27.5 متر (90 قدم) في قطر 23 مترا (75 قدما).
- الغابات المطيرة في العالم-معرض الغابات المطيرة المغلقة (27 م) ب90-قدم القبة الزجاجية
- حوض السمك ستينهارت-يتضمن معارض للشعاب المرجانية، وتيديبول، ومستنقع الموائل؛ كذلك مستعمرة لطيور البطريق الأفريقي.

إلى جانب برامج المتحف الشهير، و«أكاديمية العلوم في كاليفورنيا» يقدم العديد من برامج التواصل التعليمية والمجتمعية للأعضاء الجمهور بصورة عامة.

## البحوث
علماء الأكاديمية، ظل معهد الأكاديمية لعلوم التنوع البيولوجي والاستدامة، السلوك المنهجي وحفظ البحث في العديد من المجالات المختلفة، بما في ذلك الأنثروبولوجيا والبيولوجيا البحرية وعلم النبات، علم الحشرات، herpetology، علم الأسماك، اللافقاريات علم الحيوان، مامالوجي، علم الطيور، الجيولوجيا والحفريات. وهناك أيضا تركيز قوي على الشواغل البيئية، مع جميع الإدارات المختلفة وتتعاون تعاوناً وثيقا للتركيز على منهجية البيولوجيا والتنوع البيولوجي. أكاديمية الباحثين تدرس الحياة حول العالم: اكتشفت رحلة 2011 إلى الفلبين ما يقدر ب300 من أنواع جديدة للعلم. أكاديمية تنشر في مجلة لاستعراض الأقران إجراءات «أكاديمية كاليفورنيا للعلوم»، فضلا عن أوراق ومذكرات، و«المنشورات الخاصة».

## التاريخ
السنوات المبكرة
تأسست أكاديمية كاليفورنيا للعلوم الطبيعية عام 1853، بعد ثلاث سنوات فقط انضمت كاليفورنيا إلى الولايات المتحدة، أصبح المجتمع الأول من نوعه في غرب الولايات المتحدة. كان الهدف المعلن إجراء «مسح منهجي شامل لكل جزء من الدولة، وجمع خزانة لهذا الإنتاج النادر والغني». أعيدت تسميته «أكاديمية العلوم كاليفورنيا» بشكل أكثر شمولاً في عام 1868.
كانت الأكاديمية تتطلع في نهجها إلى إشراك المرأة في العلوم، وتم تمرير القرار في سنته الأولى فرد الأعضاء ب"شدة الموافقة على المعونة من الإناث في كل قسم للعلوم الطبيعية، ودعوة إلى التعاون بينهما. أدت هذه السياسة إلى تعيين العديد من النساء في المناصب المهنية كعلماء النبات، والحشرات، والمهن الأخرى خلال القرن التاسع عشر، عندما اقتصرت الفرص للنساء في مجال العلوم، وتلك التي كانت موجودة في كثير من الأحيان، اقتصرت على مينيال فهرستها وعمل حساب. في عام 1892، استأجرت الأكاديمية أليس إيستوود، عالمة النبات، وعملت هناك حتى تقاعدت في عام 1949. وقالت أنها أنشأت مجموعة للنباتات النادرة، التي تم حفظها عند الأكاديمية والتي قد دمرت في زلزال سان فرانسيسكو عام 1906.
افتتحت عام 1874 متحف الأكاديمية الرسمي الأول في زاوية من كاليفورنيا وشوارع دوبون (الآن منحة Avenue) في ما هو الآن في شايناتاون، التي يصل إليها 80,000 زائر سنوياً. لاستيعاب شعبيتها المتزايدة، انتقلت الأكاديمية إلى مبنى جديد وأكبر في شارع السوق في عام 1891، الممولة من تركة لعق جيمس، قطب العقارات في سان فرانسيسكو في القرن التاسع عشر، بعد خمسة عشر عاماً، سقط شارع السوقق ضحية لزلزال سان فرانسيسكو عام 1906، وثلاثة أيام من الحريق الذي محا كل شيء ولكن بقيت عربة مليئة بمجموعات من المكتبة، وعينة من الأكاديمية أيضاً. في التدمير الواسع النطاق الذي حدث في أعقاب الزلزال، كانت فقط أكاديمية القيمين والعاملين قادرة على استرداد عربة واحدة من المواد، بما في ذلك الكتب الدقيقة وسجلات العضوية 2,000 نوع من العينات للأكاديمية. لحسن الحظ، تم بعث المجموعات العلمية التي فقدت إلى جزر غالاباغوس (لأول مرة تحت رعاية الأكاديمية للارخبيل) الأفعال جارية، وعادت بعد سبعة أشهر من عام 1905-1906.

### موقع "حديقة جولدن جيت
في عام 1916، انتقلت الأكاديمية إلى قاعة أمريكا الشمالية للطيور والثدييات في «حديقة جولدن جيت»، المبنى الأول على الموقع الذي كان ليصبح مقر دائملها. في عام 1923، تمت إضافة حوض السمك ستينهارت، تليها قاعة أفريقيا سيمسون في عام 1934.
خلال الحرب العالمية الثانية، ساهمت الأكاديمية بجهودها في الحرب الأمريكية باستخدام منشآتها وورشة لإصلاح المعدات البصرية والملاحية لسفن «القوات البحرية للولايات المتحدة»؛ وكانت سان فرانسيسكو ميناء رئيسي لساحة «حرب المحيط الهادئ».
سنوات ما بعد الحرب شهدت موجه البناء الجديد في الموقع؛ حيث تمت إضافة قاعة العلوم في عام 1951، تليها «القبة السماوية موريسون» في عام 1952. القبة السماوية موريسون هي القبة السماوية الكبرى السابعة لفتح في الولايات المتحدة، وظهرت بروجيكتور نجمة واحدة من نوع، بنيت من موظفي الأكاديمية (في جزء منه باستخدام الخبرة المكتسبة للقيام بأعمال بصرية «البحرية الأمريكية» خلال الحرب العالمية الثانية).
أنتجت أكاديمية البروجيكتور حقل نجمة ملحوظ المظهر الطبيعي. هو مسقط النجوم في شكل غير منتظم، بدلاً من النجوم دائرية المسقط بالعديد من أجهزة العرض ستار البصري. الأشكال غير المنتظمة تم إنشاؤها بواسطة وضع الحبوب بدرجات متفاوتة الحجم من كربيد السليكون على لوحات ستار الزجاج باليد، ثم الومينيزينج اللوحات، والفرشاة بعيداً من الحبوب وكربيد السليكون.
في عام 1959، أضيفت المكتبة ماليارد وقاعة إيستوود لعلم النبات، وغرفة ليفرمور طوال الستينات، انفصلت الجامعات مع التركيز على ميدان البيولوجيا الجزيئية الجديدة من مجموعات العينة التقليدية الخاصة بهم، يعهد بها إلى الأكاديمية ومما أدى إلى نمو سريع للمقتنيات الأكاديمية.
في عام 1969، تمت إضافة مبنى جديد آخر، قاعة كويل، إلى الموقع. في عام 1976، تم افتتاح العديد من صالات العرض الجديدة، وفي العام التالي، في عام 1977، شيد «دوار الأسماك».
قبل أن يجري هدم المبنى القديم في عام 2005، كانت هناك حياة من خلال معرض الوقت، الإسكان شاشة كبيرة في التطور وعلم الحفريات القديمة. كما كان هناك جوهرة وقاعة معدنية، قسم عن الزلازل، ويحمل غاري لارسون.

## أضرار الزلزال والمبنى الجديد
تضررت المباني الأكاديمية كثيرا في زلزال لوما Prieta 1989. وفي وقت لاحق، تم إغلاق مبنى قاعة الطيور لضمان السلامة العامة. الحوض ستينهارت غير كاف هندسيا وأضرار الزلازل درامية من زلزال عام 1989، فضلا.
كما وضعت خطط لإصلاح الأضرار وجعل المباني زلزاليا مستقرة، وأدرك أنه سيلزم قدرا كبيرا من العمل لجعل المباني تصل إلى المعايير الحديثة. وهذا أدى إلى فكرة منح الأكاديمية إصلاح كامل، ومن ثم تحفيز إغلاق الموقع الرئيسي.
وبدأ التشييد الجديد 500 مليون دولار في مبنى في 12 سبتمبر 2005، في حين تم نقل المعروضات إلى 875 شارع هوارد لمتحف مؤقتة.
فتحن الأكاديمية في يوم 27 سبتمبر 2008 مجاناً. لأكثر من اليوم انتهى السطر للقبول ميل (حوالي كيلومترين) طويلة، وعلى الرغم من أن تم قبول أكثر من 15 ألف شخص، عدة آلاف كانوا بعيدين.

## التصميم البيئي للمبنى الجديد

### السقف الأخضر
سقفت «أكاديمية كاليفورنيا للعلوم» الخضراء عدة ميزات صديقة للبيئة، وتصميم مستدام. استوحاها رينزو بيانو من التلال الرئيسية السبعة في سان فرانسيسكو، التي عادة ما تشير إلى: التلغراف هيل، قال هيل، الروسية هيل، تلة رينكون، سترو جبل، القمتين التوأم وجبل ديفيدسون. كان السقف الأخضر مزروعا 1.7 مليون من نباتات كاليفورنيا. وسطه ساحة المتحف يكمن تحته سقف الكرة الزجاجية الضخمة في السقف، التي تفتح للسماح للهواء في الليلة الباردة في التدفق إلى المبنى؛ باستخدام هذا النوع من التهوية الطبيعية بدلاً من تكييف الهواء لتنظيم درجة الحرارة الداخلية، يصبح البناء أكثر كفاءة في استخدام الطاقة. رينزو بيانو ومجموعة سوا فاز بجائزة المجتمع الأمريكي لمهندسي المناظر الطبيعية (عسله) في التصميم في عام 2009.

## معرض الصور

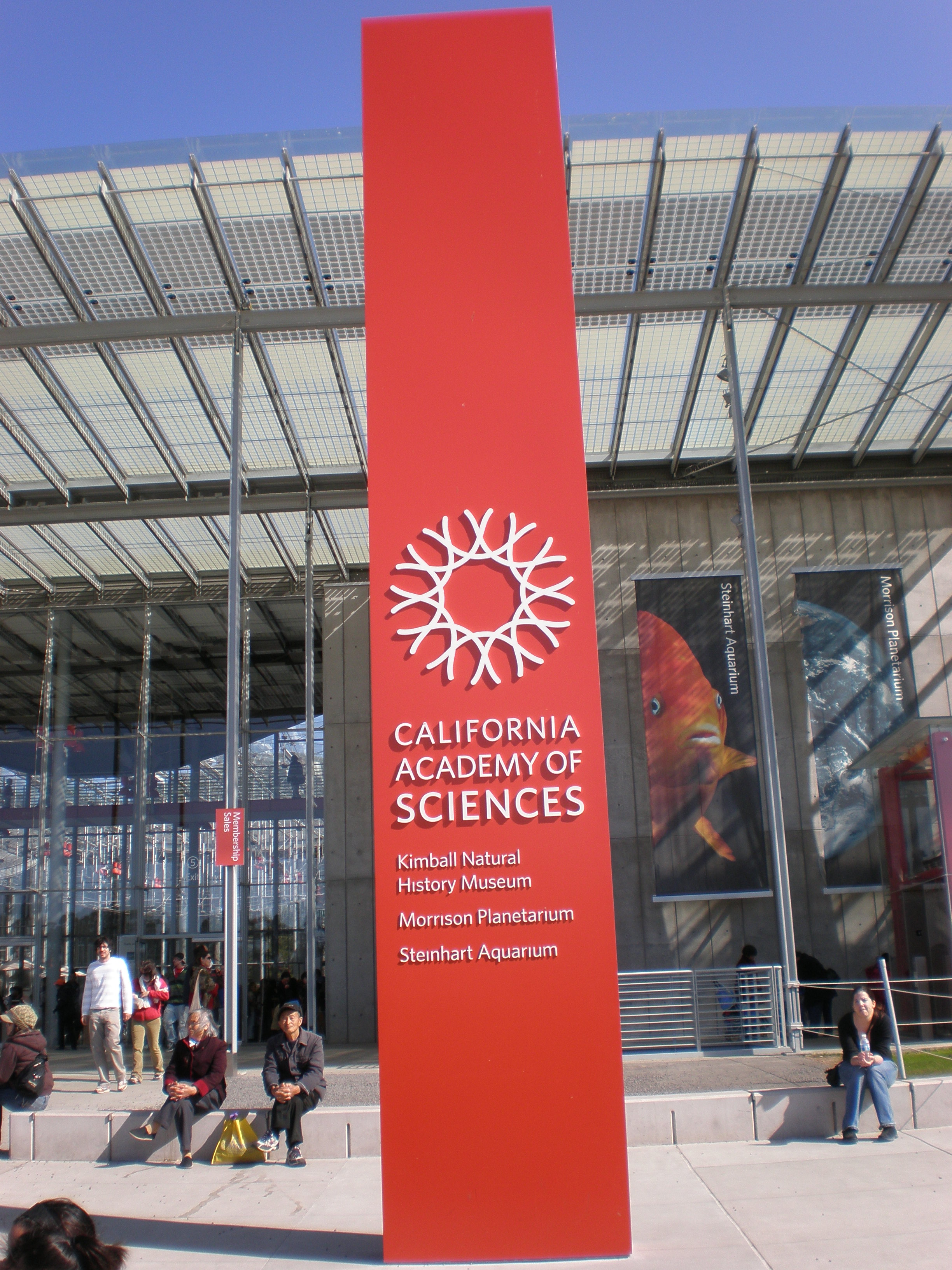
البوابة الرئيسية
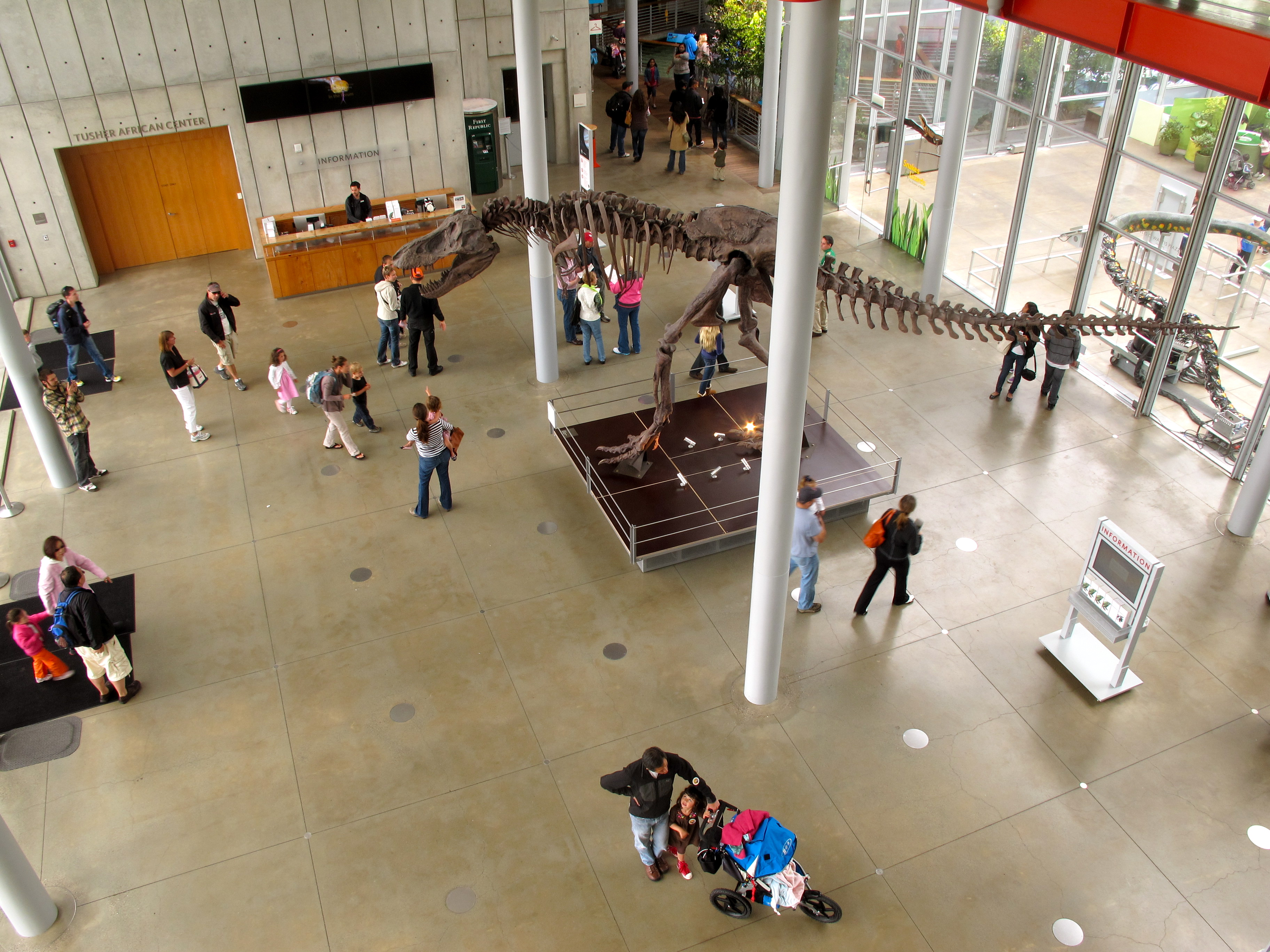
ردهة المدخل المضاءة
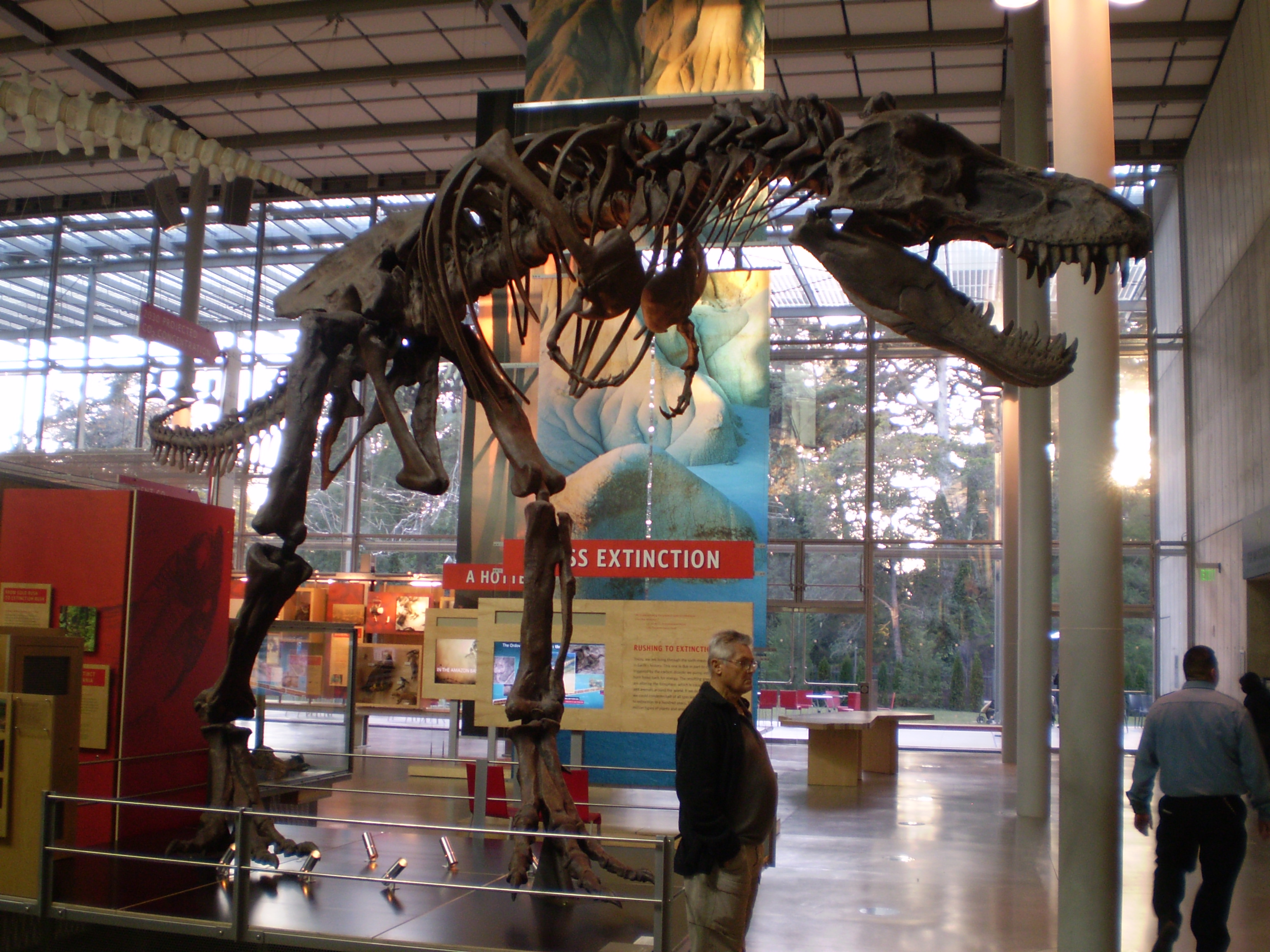
الهيكل العظمي "الديناصور ريكس"
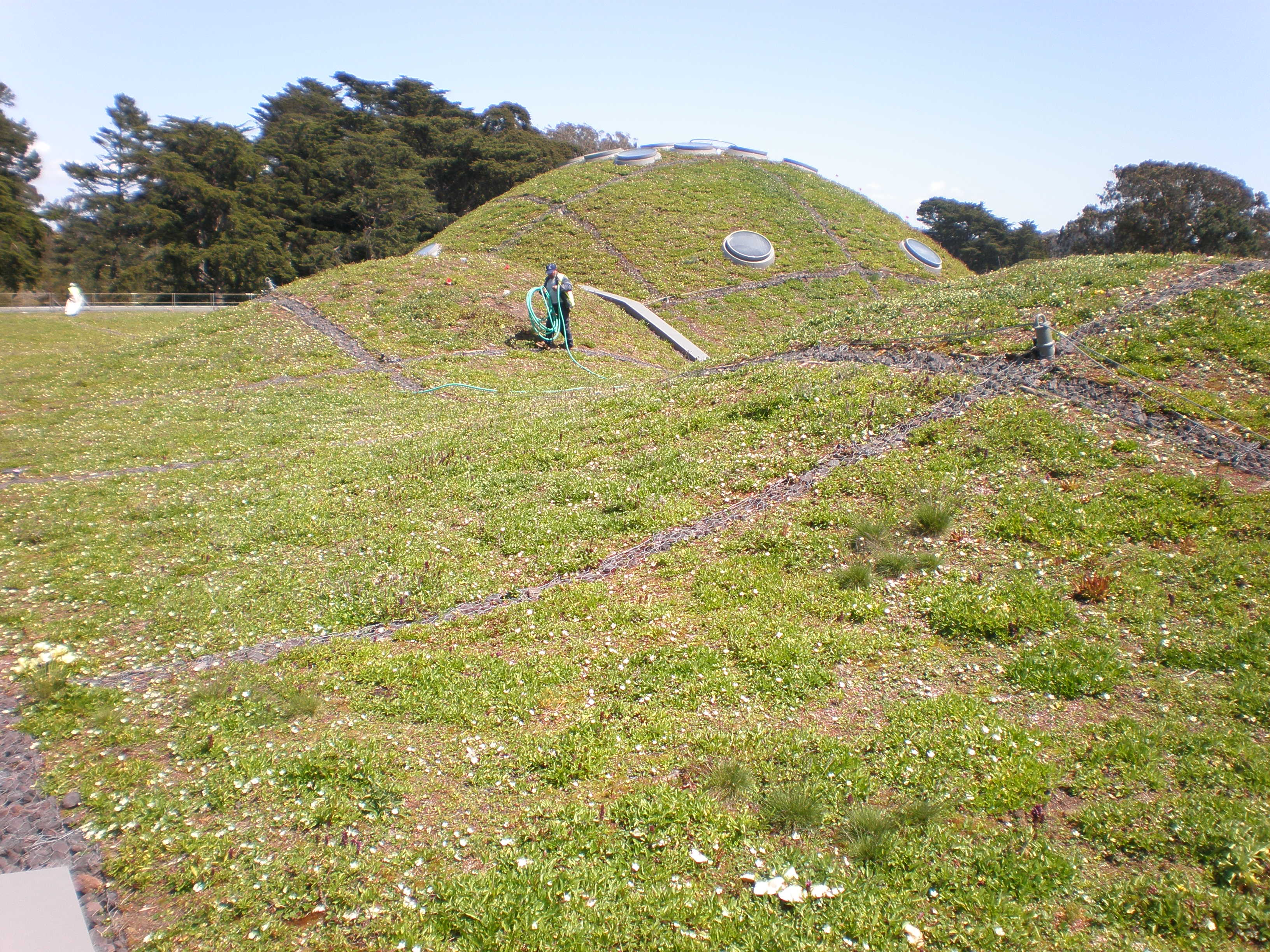
بستاني يكشف حجم السقف الطبيعي
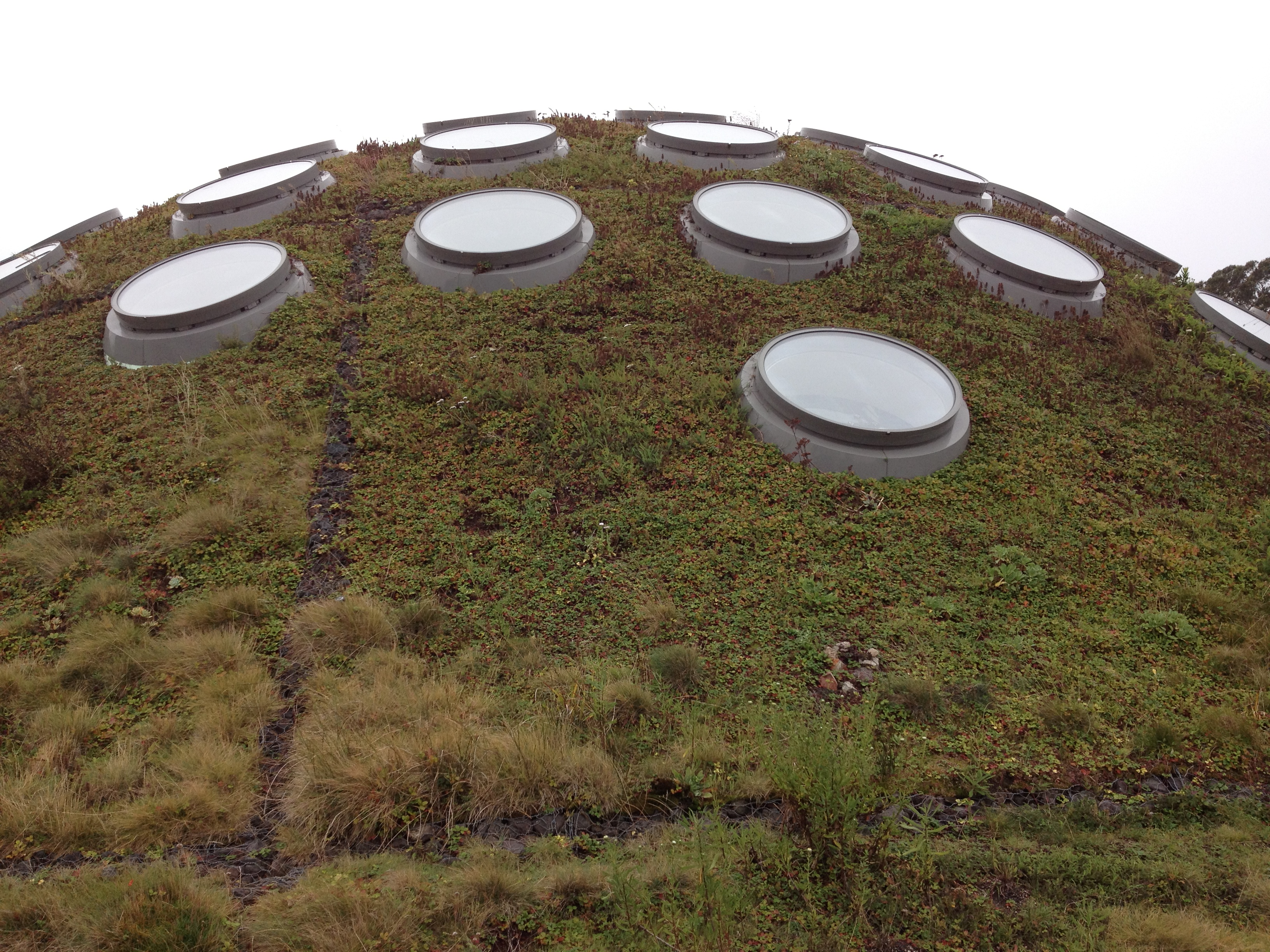
النباتات الاصلية، خلال موسم الجفاف
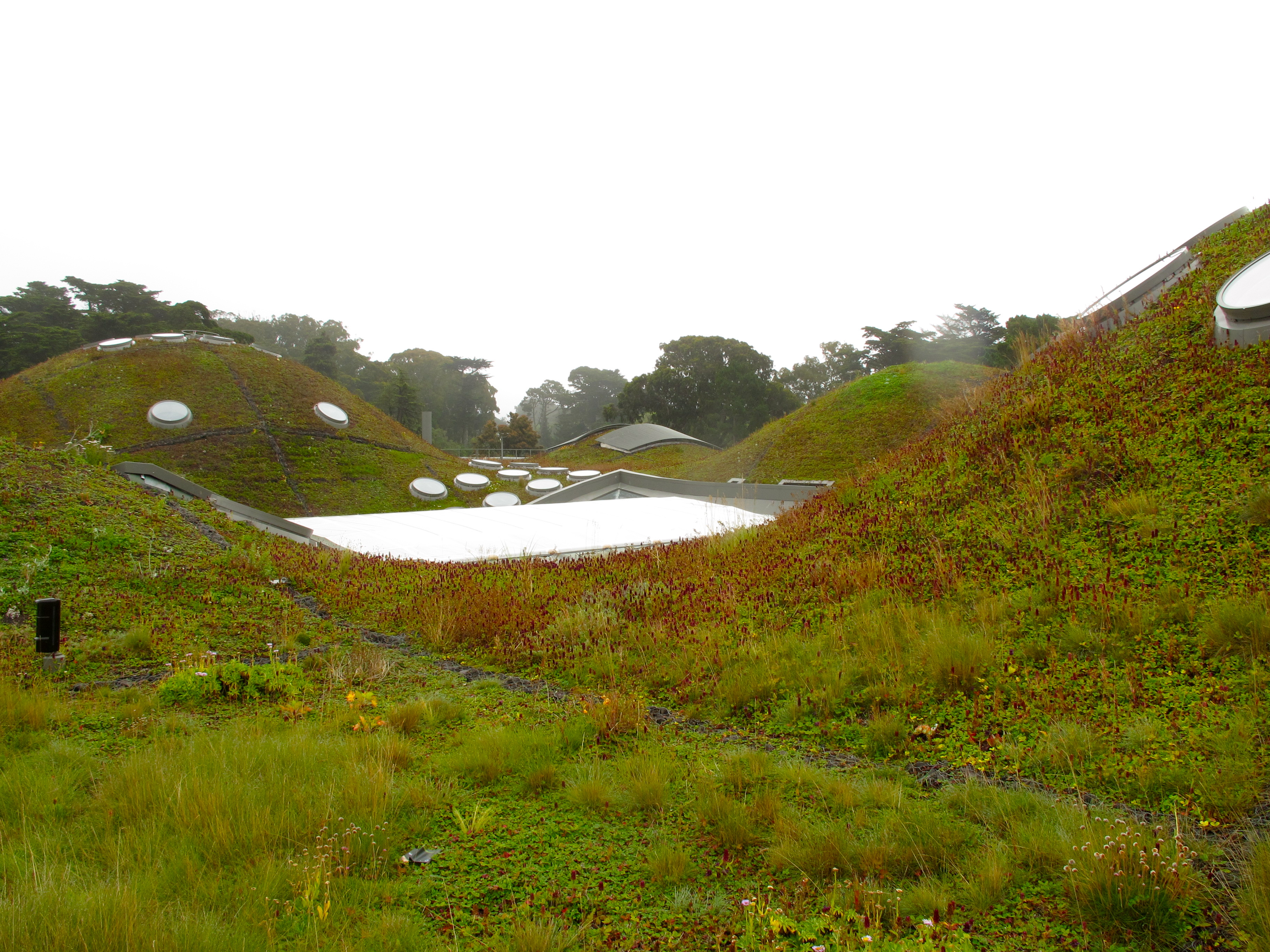
سقف طبيعي يشبه التلال الجبلية
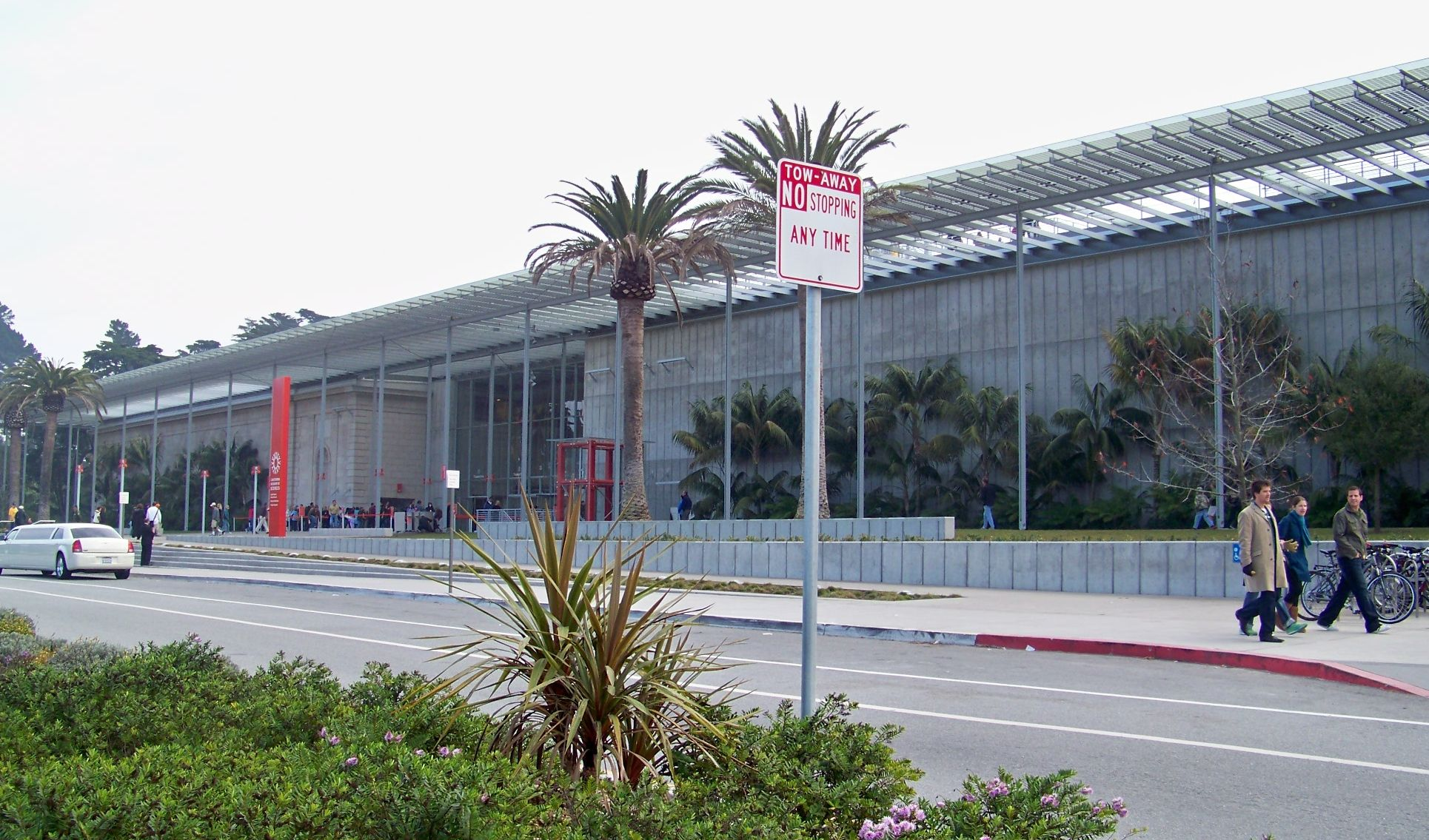
الخلايا الشمسية العلوية
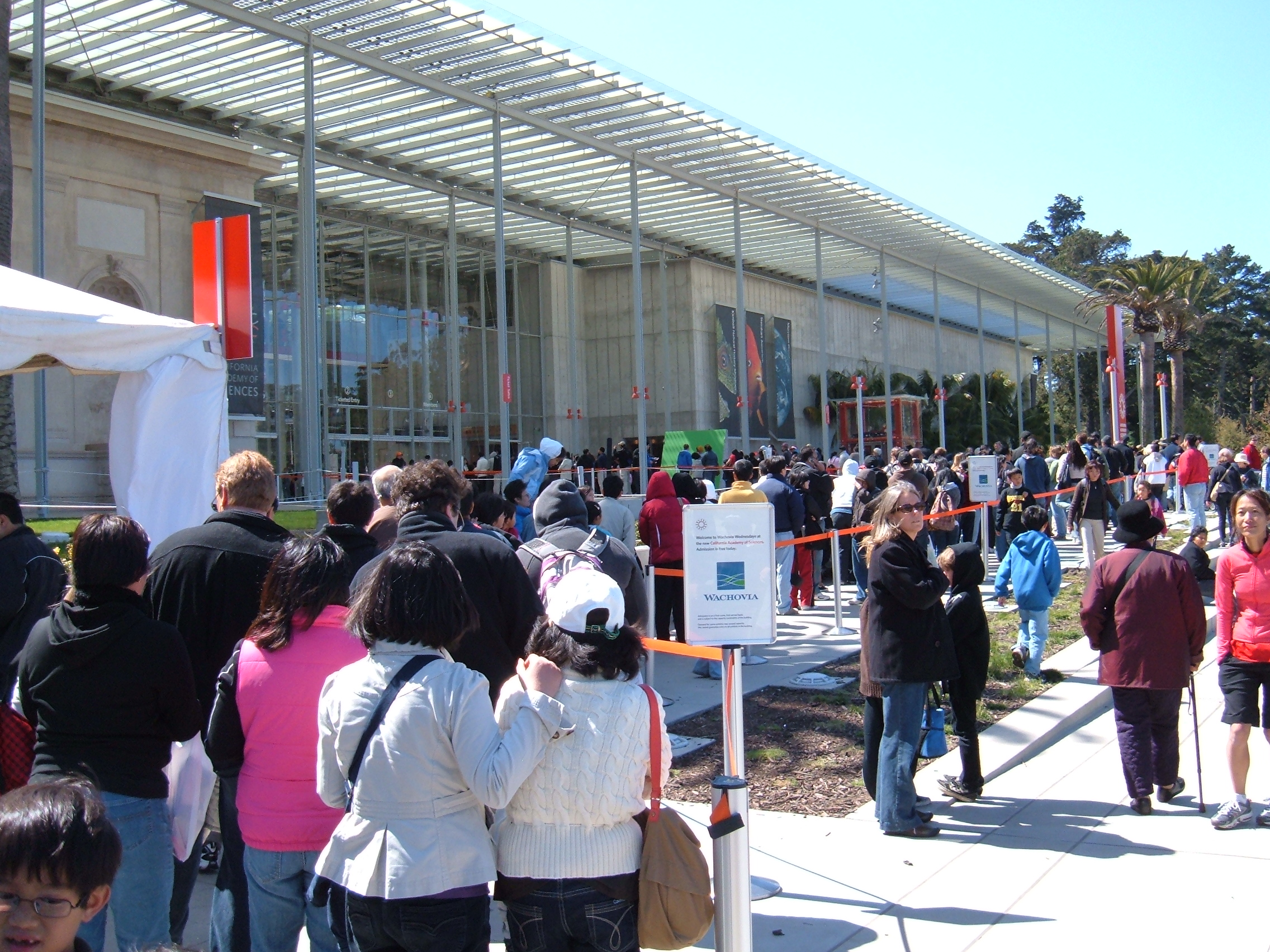
خط الزوار في اليوم الشهري للقبول المجاني
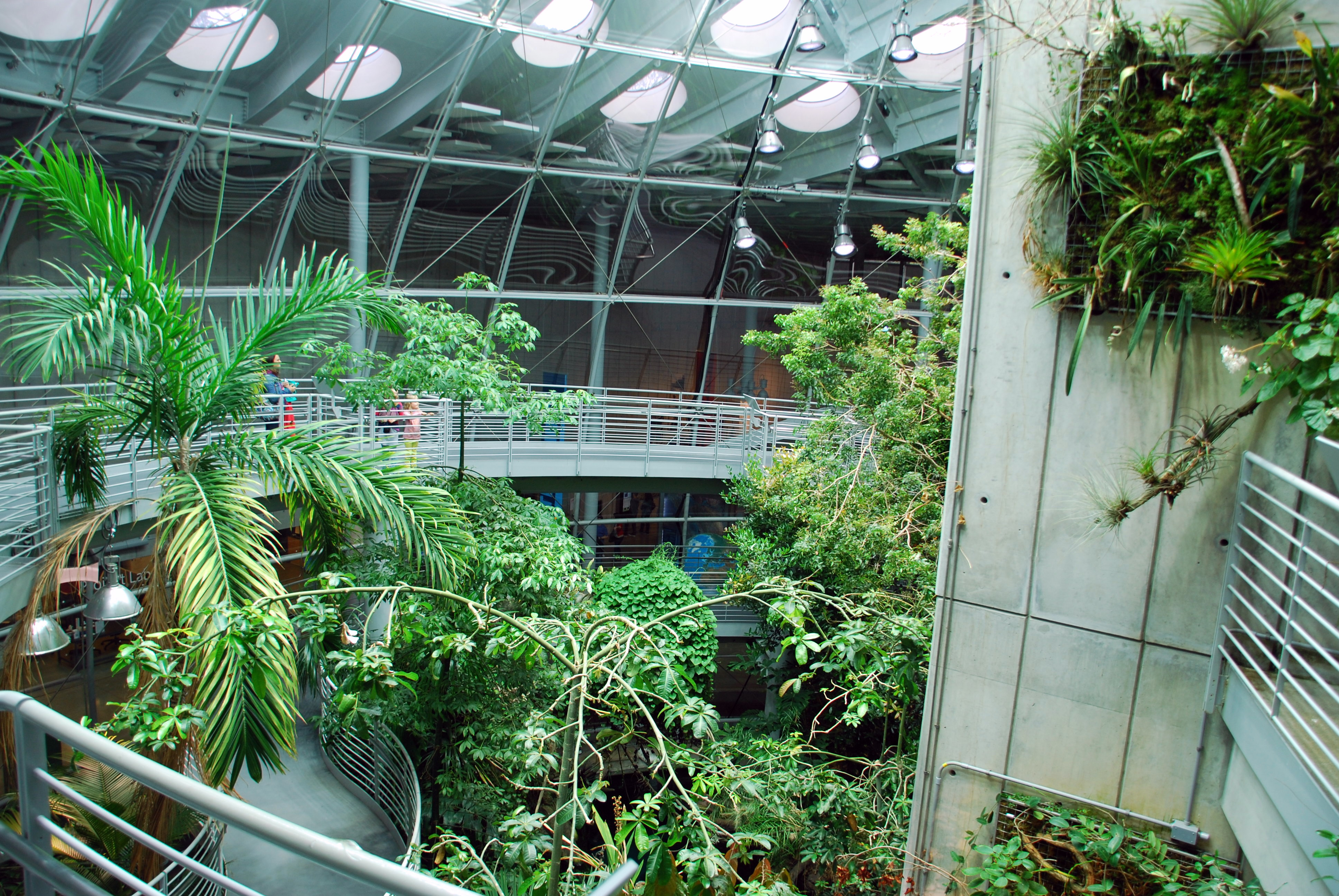
المناطق الداخلية للغابات المطيرة
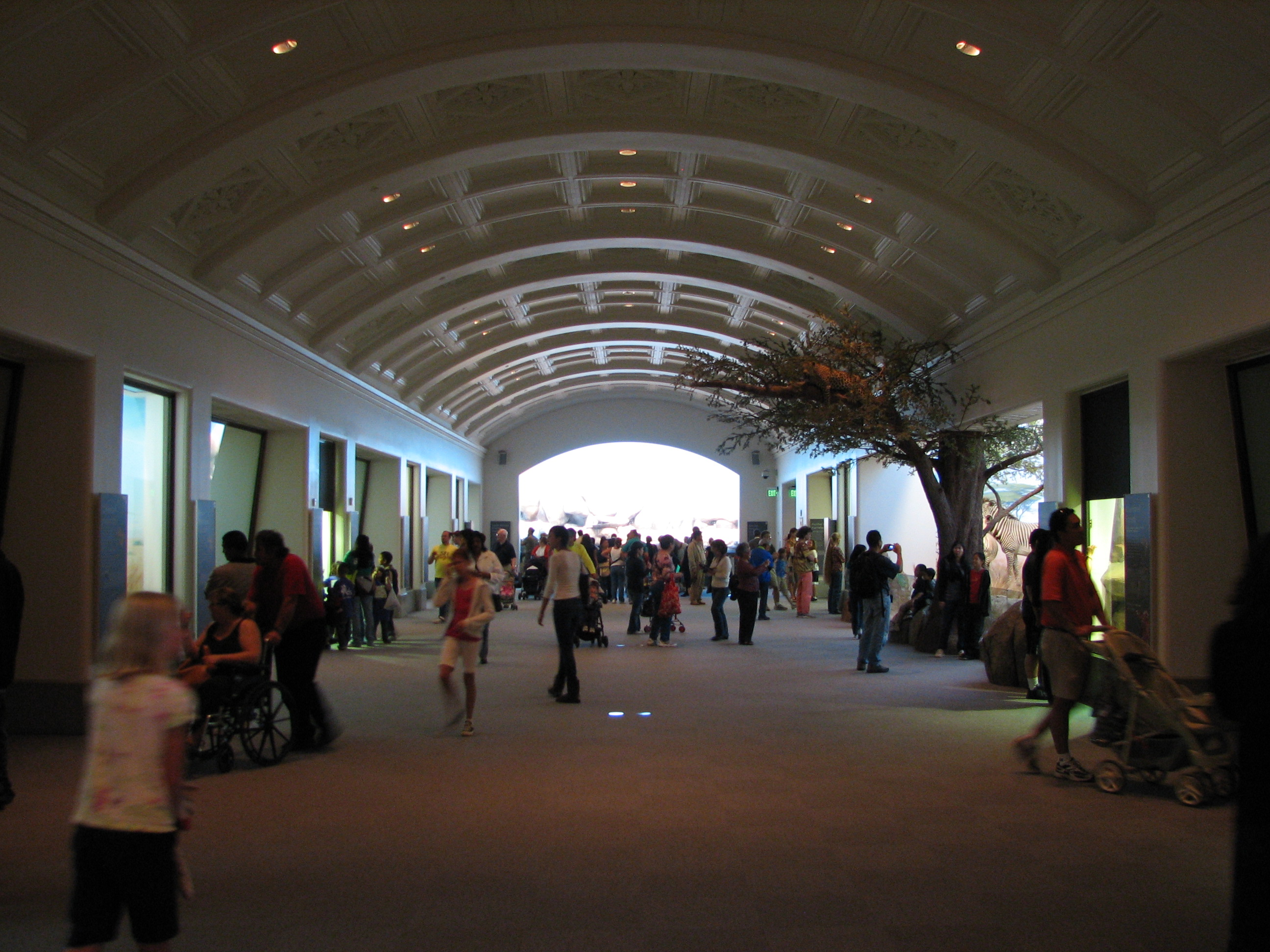
القاعة الأفريقية
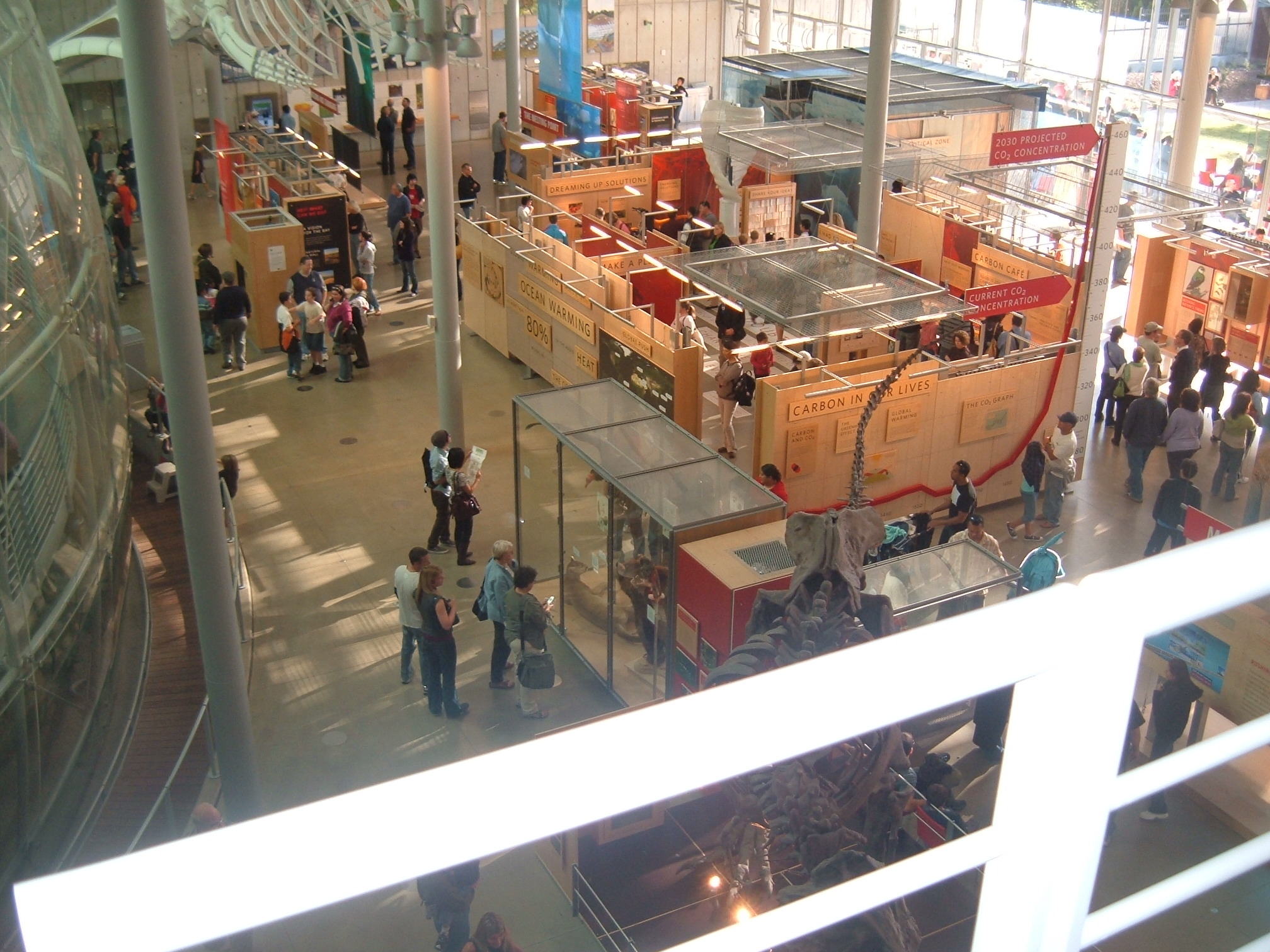
معرض حول تغير المناخ
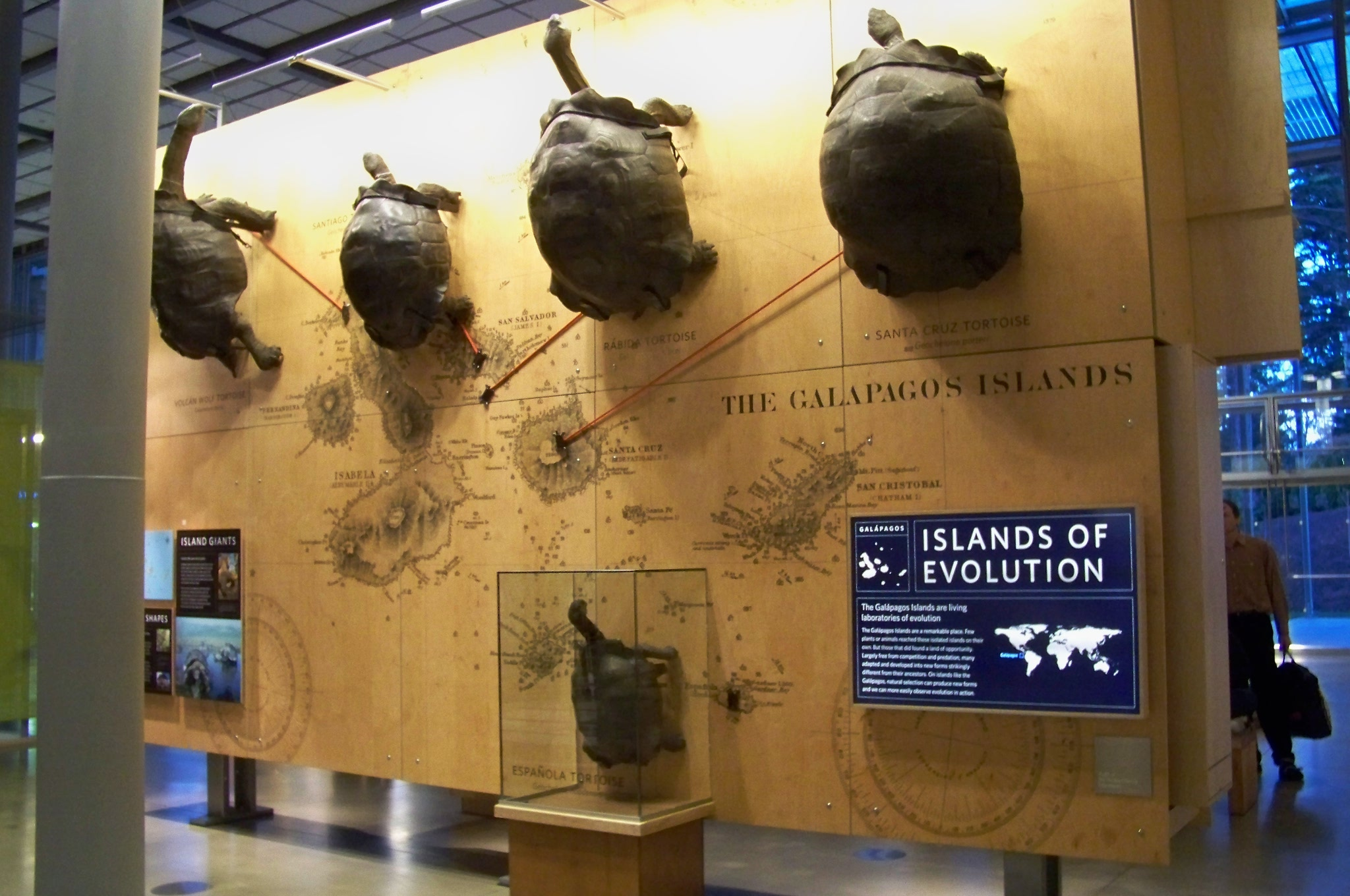
معرض حول التطور
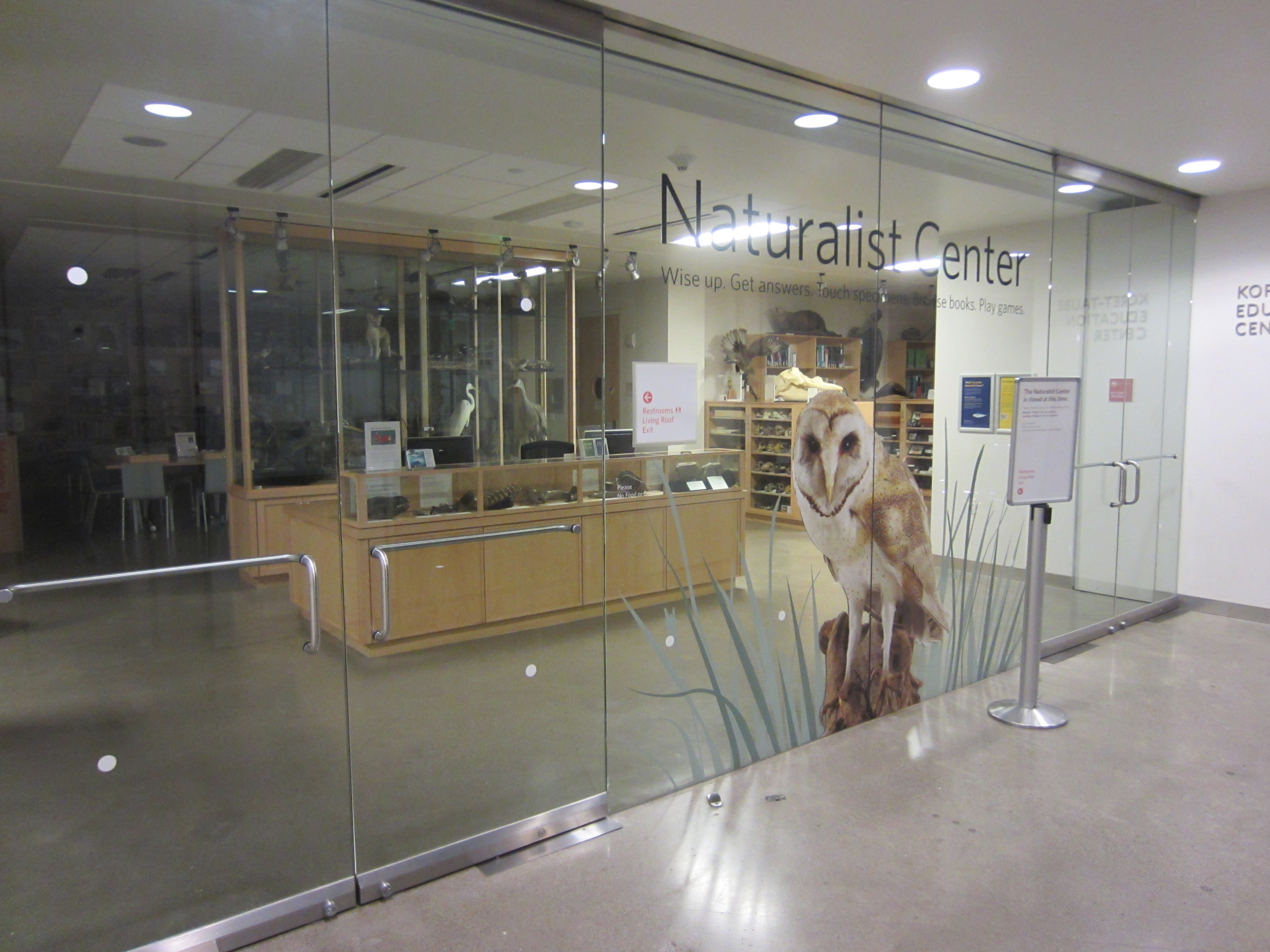
مركز الموارد الطبيعية
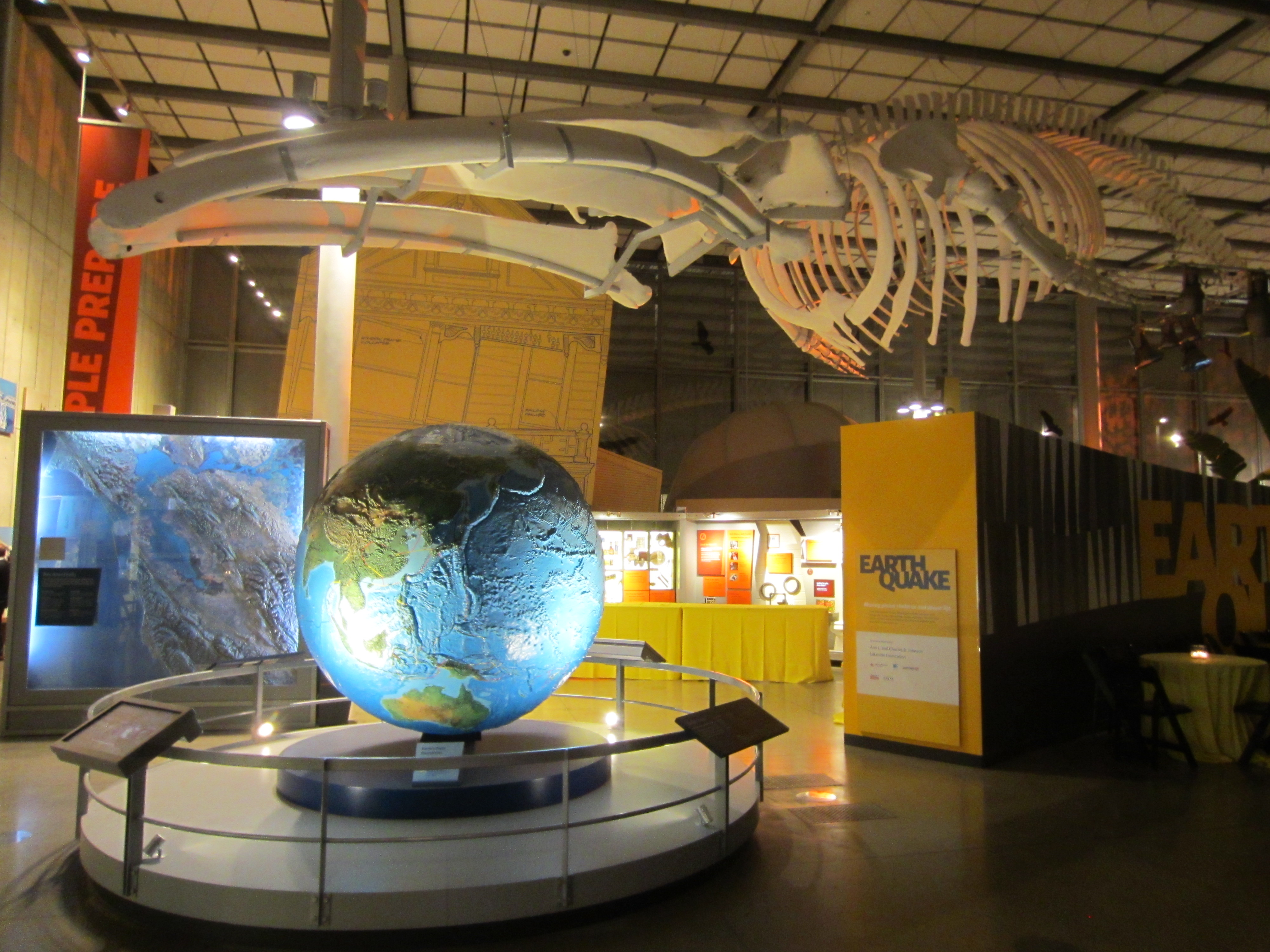
الهيكل العظمي للحوت
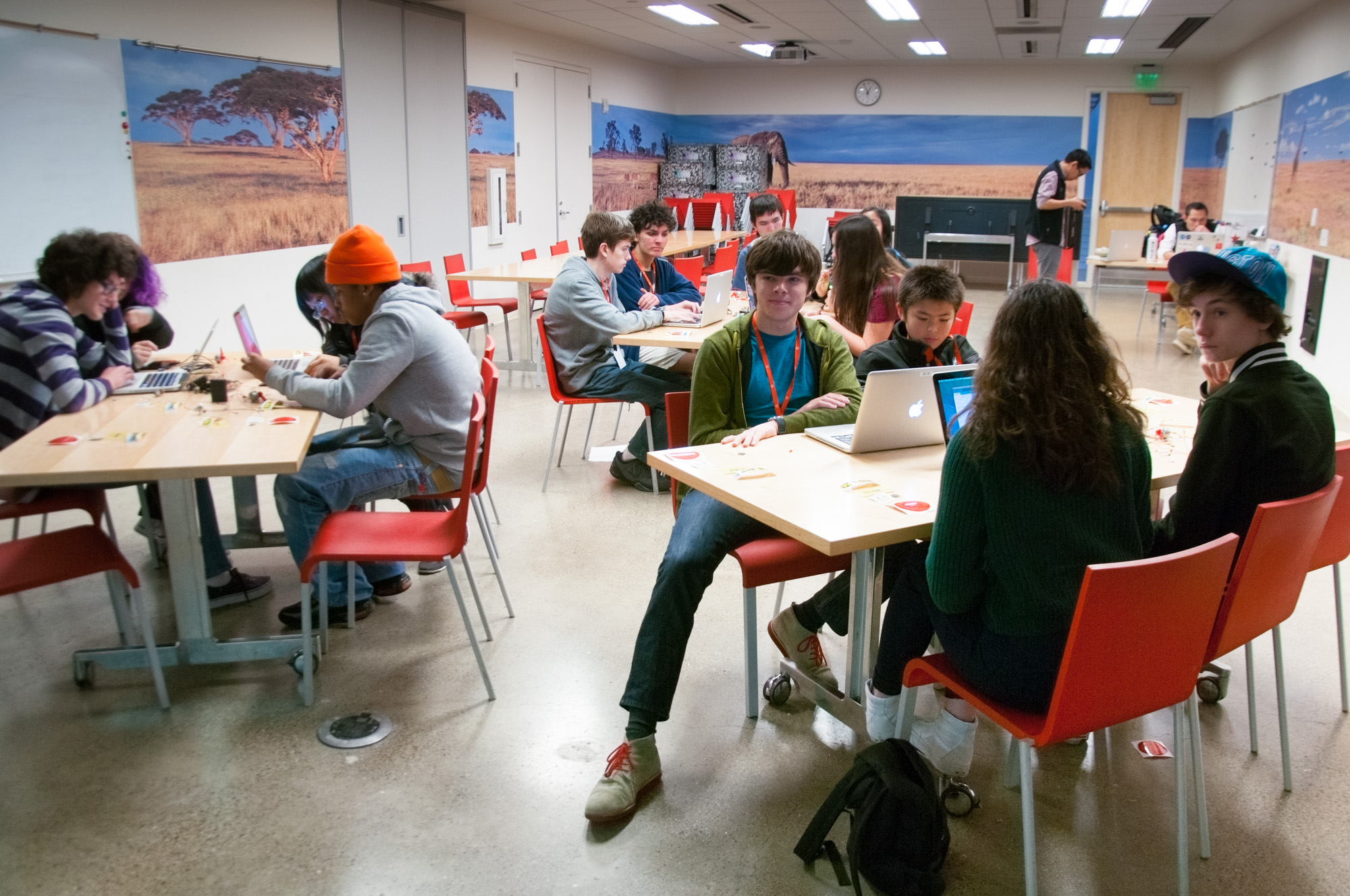
طبيعة متجر التقطيع
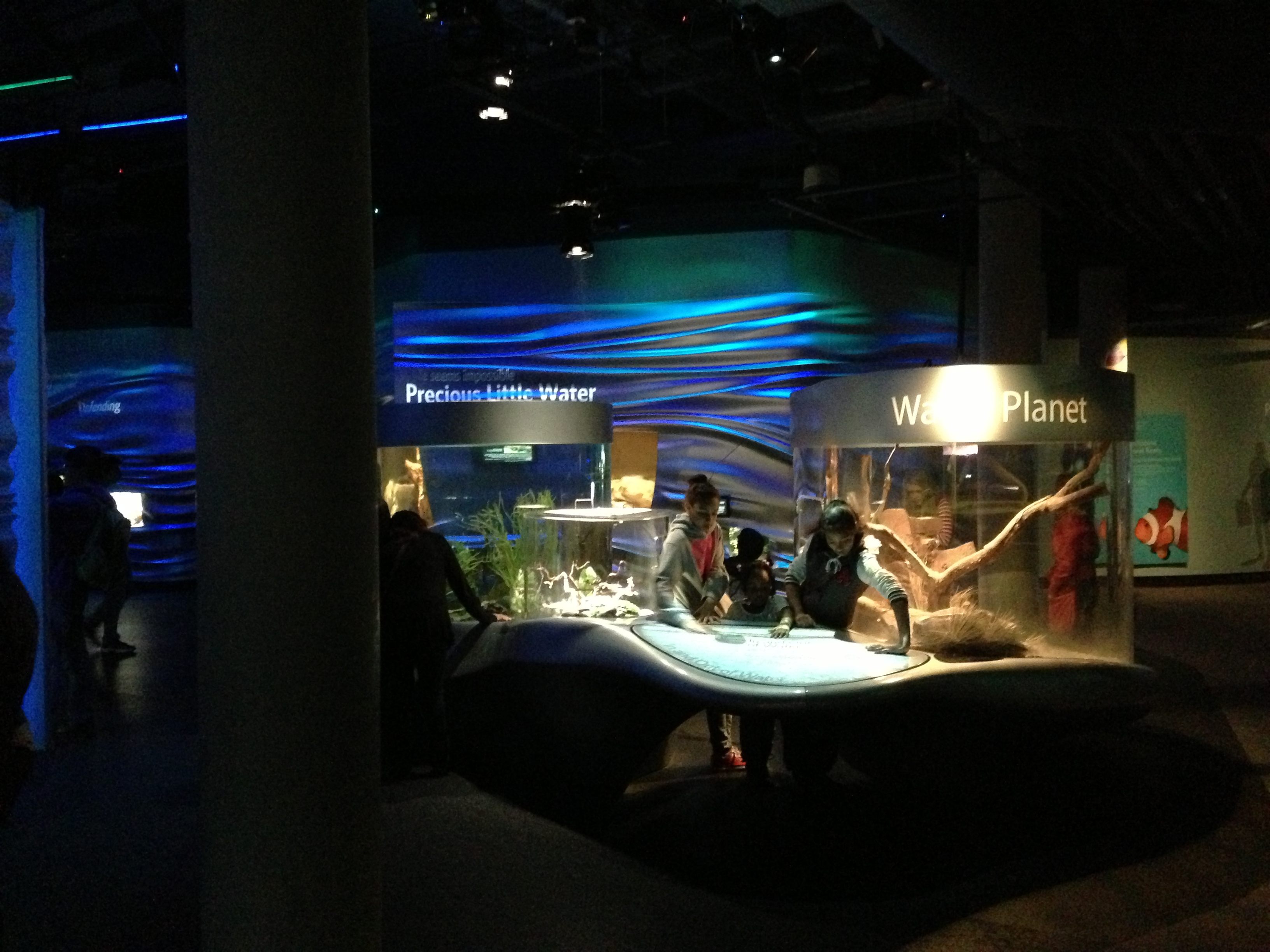
ستينهارت لحوض الأسماك
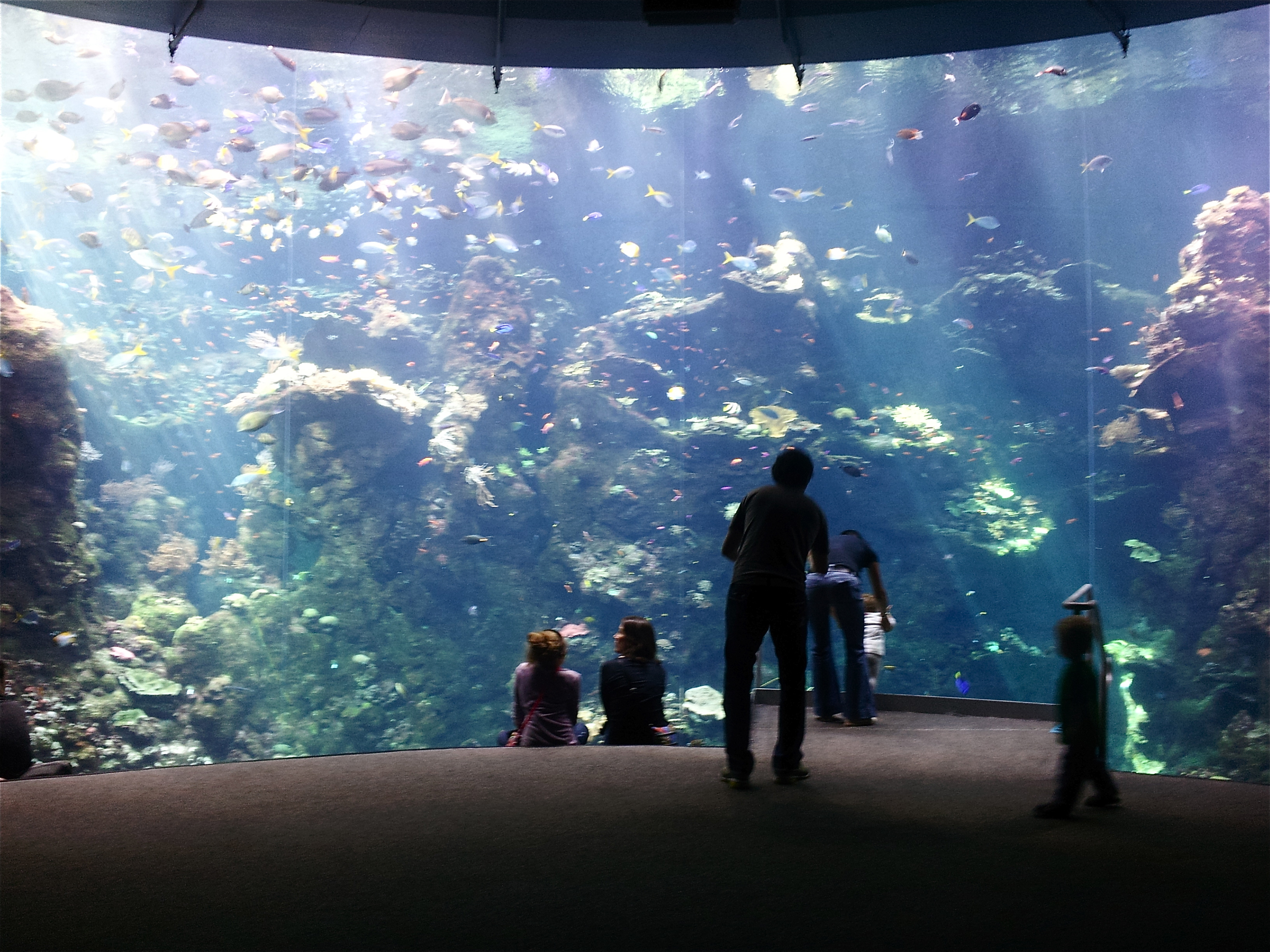
الشعاب المرجانية الفلبينية
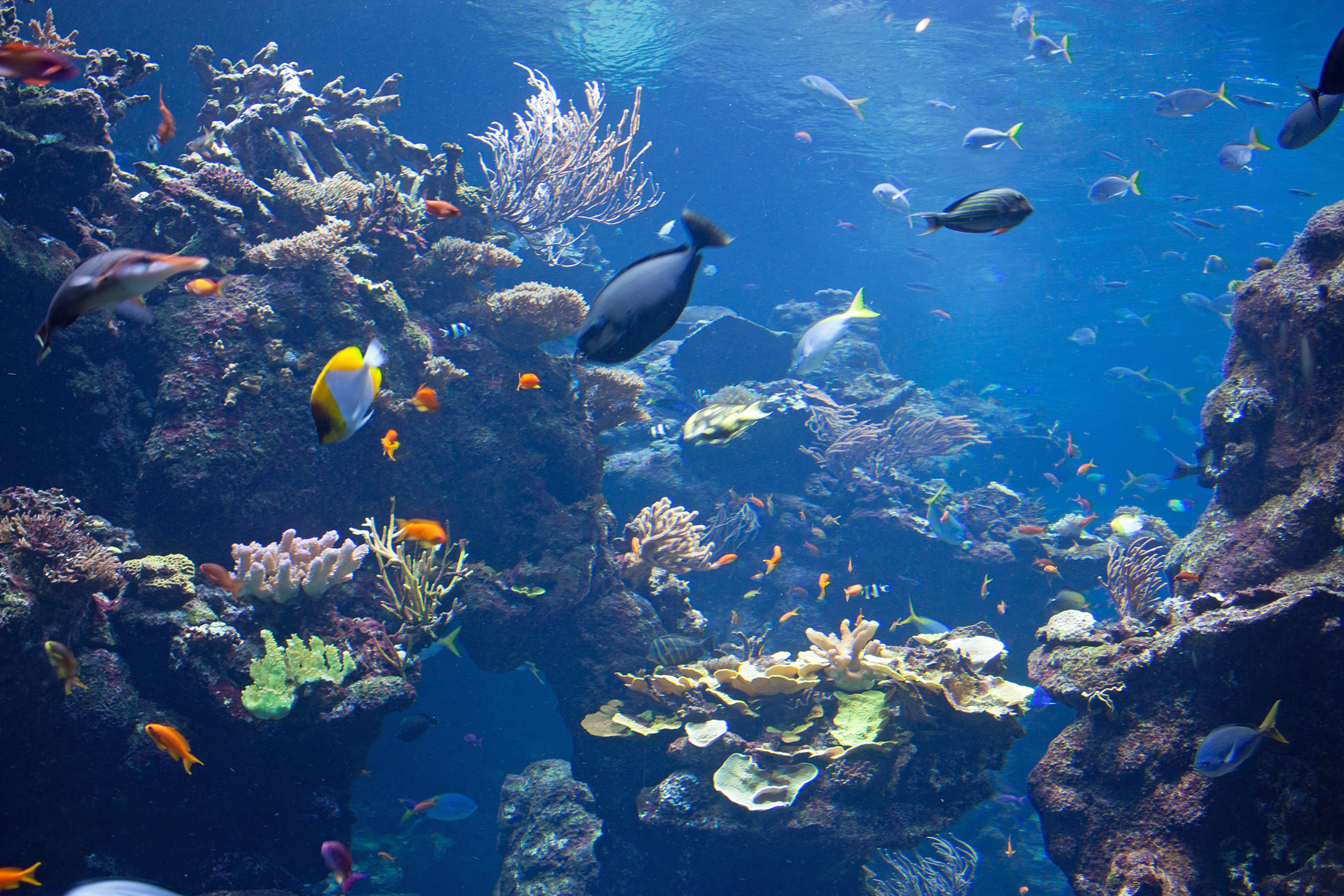
جزء من الشعاب المرجانية الفلبينية
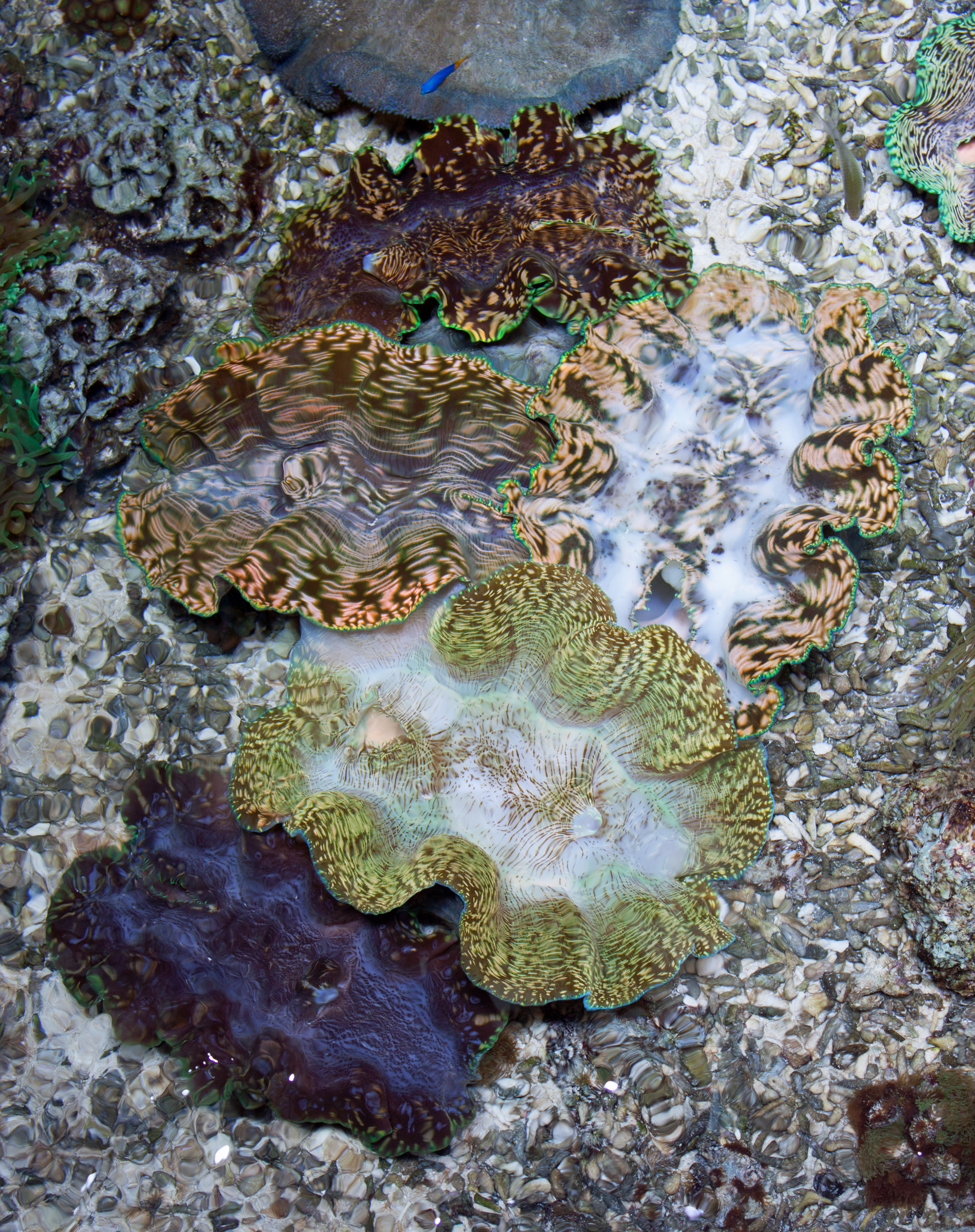
المحار العملاق في الشعاب المرجانية

## وصلات خارجية
- الموقع الرسمي
- Calacademy.org: PDFs on national media reports of Academy's construction
- California Academy of Sciences at Google Cultural Institute
- ASLA 2009 Design Award